# CAR Juke Box
La CAR Juke Box (fino al 1966 denominata semplicemente "Juke Box") è stata una casa discografica italiana, attiva tra il 1958 e il 1975. 

## Storia

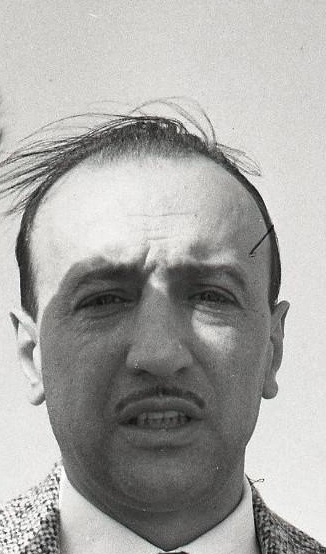
Carlo-Alberto Rossi

Nel 1958 il noto compositore ed editore musicale Carlo Alberto Rossi, già titolare delle edizioni musicali C.A. Rossi Editore decise di aprire una casa discografica (quasi in concomitanza con il fratello Alfredo, fondatore della Ariston Records), costituendo la Juke Box, con sede in via Barletta 11 a Milano. Il nome evidenziava il fatto che la casa discografica era collegata ad un gruppo industriale torinese noto per essere il maggior importatore di juke box che allora furoreggiavano: così i suoi dischi si trovano in tutte le "macchine a gettoni" con riflessi notevoli sul lancio sia delle canzoni che dei cantanti.
Nel 1966 mutò il nome in CAR Juke Box (CAR è appunto l'acronimo di Carlo Alberto Rossi).

### Gli studi di registrazione Fonorama
Al pari di alcune realtà italiane (quali la Ariston, la RCA Italiana e - successivamente - la CGD) decise di internalizzare le parti principali del processo creativo, installando all'interno delle prpoprie strutture degli studi di registrazione; gli studi vennero chiamati Fonorama. Una denominazione differenziata dalla CAR perché saranno utilizzati, oltre che per le produzioni della CAR, anche da    altre case discografiche. Fra queste,  la Numero Uno di Lucio Battisti con gli Acqua Fragile, e la stessa  Ricordi. Per moltissimi anni il tecnico del suono sarà Mario Carulli, coadiuvato dal 1969 al 1974 da Nicola Picca.

### La distribuzione e gli artisti
Dopo un primo periodo di autodistribuzione, la CAR Juke Box si appoggerà, dal 1969 al 1972 alla Ariston e poi, dal 1972 al 1975 alla Ricordi. Fra gli artisti che, nel corso degli anni, incideranno per questa casa discografica ricordiamo Jenny Luna, Fausto Cigliano, Joe Sentieri, Miriam Del Mare, Luciano Tajoli, Le Orme ad inizio carriera (quando sono ancora un quintetto), Gene Guglielmi iniziatore del beat mistico con Preghiera beat con musica dello stesso Carlo Alberto Rossi e di Giorgio Calabrese, Mia Martini (anche lei ad inizio carriera, quando incide ancora con il suo vero nome, Mimì Berté), Piergiorgio Farina, Victor Bacchetta, il pianista e compositore Italo Salizzato, il quartetto vocale Caravels, guidato da Alessandro Alessandroni e da sua moglie Giulia De Mutiis, Enzo Jannacci e Le Figlie del Vento, gruppo vocale pugliese femminile che fu precursore inconsapevole del demenziale. Nonostante la sua provenienza dalla musica melodica, Carlo Alberto Rossi come discografico ha infatti avuto molta attenzione anche verso il beat e il progressive.

Un 45 giri dei Brutos della CAR Juke-Box (1968).

### La chiusura
Negli ultimi anni Carlo Alberto Rossi cedette quasi tutta la sua parte di proprietà a Mara Del Rio . La CAR Juke Box sarà attiva fino al 1975, anno in cui lo stesso Carlo Alberto Rossi si ritirerà dal mondo musicale, trasferendosi poi a Crotone nei primi anni 2000, per poi ritirarsi a vita privata. Dopo un breve periodo, anche gli studi Fonorama furono dismessi. 

## Gli studi di via Barletta
L'edificio di via Barletta, edificato nel 1958 in forma di prefabbricato modulare con grandi finestroni, ed occupante un isolato, concepito in moduli di uffici amministrativi e studi di registrazione, dopo essere stati svuotati e ceduti, sono stati sede di altre attività. Attualmente risultano non utilizzati. 

## Curiosità
A Milano, per l'esattezza a Cologno Monzese, esistevano degli studi di registrazione denominati "Fono Roma" dopo l'acquisizione da parte dell'omonima impresa di Roma. Attivi dagli anni 60 agli anni 90 con diverse denominazione, vi incisero artisti quali Lucio Battisti (Anima Latina). 

## Dischi
La datazione qui riportata si basa sull'etichetta del disco o sulla copertina; qualora nessuno di questi elementi abbia una datazione, è basata sulla numerazione del catalogo; talora è, infine, basata sul codice della matrice di stampa. Se esistenti, sono riportati, oltre all'anno, il mese e il giorno (quest'ultimo dato si trova, a volte, stampato sul vinile).
Per quel che riguarda gli LP, nella numerazione del catalogo, a partire dal 1968, è stato eliminato il prefisso "33".

### 33 giri pubblicati come Juke-Box - Prefisso JLP
| Numero di catalogo | Anno | Interprete                                        | Titoli                                        |
| ------------------ | ---- | ------------------------------------------------- | --------------------------------------------- |
| JLP 330001         | 1959 | Jenny Luna                                        | Presenting                                    |
| JLP 330002         | 1960 | Joe Sentieri                                      | Joe Sentieri                                  |
| JLP 330003         | 1960 | Luciano Tajoli                                    | Sagra della Canzone Nova - Assisi 1960        |
| JLP 330004         | 1960 | Luciano Tajoli                                    | Luciano Tajoli                                |
| JLP 330005         | 1961 | Luciano Tajoli e Jenny Luna                       | Tutte le canzoni del festival di Sanremo 1961 |
| JLP 330010         | 1962 | Luciano Tajoli                                    | Luciano Tajoli                                |
| JLP 330012         | 1963 | Renato Sellani e il suo trio                      | Un pianoforte per due innamorati              |
| JLP 330013         | 1963 | Luciano Tajoli                                    | When we were in Italy                         |
| JLP 330014         | 1963 | Ernesto Calindri                                  | Canzoni d'amore segrete                       |
| JLP 330017         | 1964 | Marisa Terzi                                      | In ricordo di una serata indimenticabile      |
| JLP 33019          | 1964 | Fausto Cigliano                                   | Napoli anno zero                              |
| JLP 330020         | 1965 | Luciano Tajoli                                    | Nozze d'argento con la canzone                |
| JLP 330022         | 1966 | Giorgio Azzolini, Franco D'Andrea e Franco Tonani | What's happening?                             |

### 33 giri pubblicati come CAR Juke-Box - Prefisso CRJ LP
| Numero di catalogo | Anno | Interprete                                                                        | Titoli                                        |
| ------------------ | ---- | --------------------------------------------------------------------------------- | --------------------------------------------- |
| CRJ LP 00010       | 1968 | Oscar Valdambrini, Dino Piana, Angel Pocho Gatti, Franco Monaldi e Renato Sellani | Sempre                                        |
| CRJ LP 00011       | 1968 | Tullio Gallo e Angel Pocho Gatti                                                  | Stereo Beat                                   |
| CRJ LP 00013       | 1968 | Victor Bacchetta (con Cornelio Dattoli e Gianni Cazzola)                          | Sensations in swing                           |
| CRJ LP 00014       | 1968 | Giorgio Azzolini                                                                  | Crucial moment                                |
| CRJ LP 00015       | 1969 | Le Orme                                                                           | Ad gloriam                                    |
| CRJ LP 00016       | 1969 | Leo Paki Andriola                                                                 | L'invito ai suoi amici                        |
| CRJ LP 00017       | 1969 | Luciano Tajoli con l'orchestra di Jan Langosz                                     | Luciano Tajoli con l'orchestra di Jan Langosz |
| CRJ LP 00018       | 1969 | Luciano Tajoli                                                                    | Luciano Tajoli                                |
| CRJ LP 00020       | 1970 | Werner Kempe                                                                      | Werner Kempe con Conny Jackel                 |
| CRJ LP 00021       | 1970 | Dieter Reith                                                                      | Dieter Reith                                  |
| CRJ LP 00022       | 1970 | Gianni Cazzola Trio                                                               | Abstraction                                   |
| CRJ LP 00023       | 1970 | Le Orme                                                                           | L'aurora delle Orme                           |
| CRJ LP 00024       | 1972 | I Santoni                                                                         | Noi: i Santoni                                |
| CRJ LP 00025       | 1972 | Richard Last Group                                                                | Get ready                                     |
| CRJ LP 00027       | 1972 | Orchestra Gianni Monese                                                           | Orchestra Gianni Monese                       |
| CRJ LP 00030       | 1972 | Natalino Otto                                                                     | Natalino per sempre                           |
| CRJ LP 00031       | 1972 | Orchestra Paolo Tomelleri                                                         | I suoni dell'anima                            |
| CRJ LP 00032       | 1973 | Laser                                                                             | Vita sul pianeta                              |
| CRJ LP 00033       | 1973 | Le Figlie del Vento                                                               | I carciofi son maturi, se li mangi poco duri  |
| CRJ LP 00034       | 1973 | Natalino Otto                                                                     | Natalino Otto                                 |
| CRJ LP 00035       | 1974 | Alberomotore                                                                      | Il grande gioco                               |

### EP
| Numero di catalogo | Anno          | Interprete          | Titoli |
| ------------------ | ------------- | ------------------- | --- |
| 45 JEP 721         | 1958          | Jenny Luna          | Marjolaine/You send me/Love me for ever/Baby lover                                                         |
| 45 JEP 723         | 1958          | Renato Sambo        | Al chiar di luna porto fortuna/Surrender/My special angel/Adorabile (ma dispettosa)                        |
| 45 JEP 727         | 1959          | Jenny Luna          | Ave Maria No Morro/To Know Him Is To Love Him/Stupid Cupid/Everybody Love A Lover                          |
| 45 JEP 733         | 1959          | Joe Sentieri        | My dream/La valle della luna piena/Mara/Jenny                                                              |
| 45 JEP 735         | 1959          | Joe Sentieri        | Milioni di scintille/Nun m'aspettà dimane/Ritroviamoci/Lentischi e fichi d'india                           |
| 45 JEP 743         | 1959          | Franca Valeri       | Canta per 4, dalla rivista televisiva Le Divine                                                            |
| 45 JEP 747         | 1960          | Joe Sentieri        | Quando vien la sera/Romantica/Libero/Amore senza fine                                                      |
| 45 JEP 749         | 1960          | Joe Sentieri        | E' mezzanote/Gridare di gioia/Invoco te/E' vero                                                            |
| 45 JEP 753         | 3 giugno 1960 | Joe Sentieri        | Cielo grigio/M'ha detto no/I piaceri dello scapolo/Serata di gardenie                                      |
| 45 JEP 761         | 1960          | Luciano Tajoli      | Balocchi e profumi/Scrivimi/Cantastorie/Ti voglio amare                                                    |
| 45 JEP 767         | 1960          | I Cinque della Sera | Alzo la vela/Coriandoli/Cielo grigio/Scandalo al sole/Briciole di baci/Folle banderuola/Nun è peccato/Till |
| 45 JEP 773         | 1961          | Jenny Luna          | Le mille bolle blu/Patatina/Io amo tu ami/24 mila baci                                                     |

### 45 giri pubblicati come Juke-Box - Prefisso JN
| Numero di catalogo | Anno              | Interprete                                                                                  | Titoli                                                                |
| ------------------ | ----------------- | ------------------------------------------------------------------------------------------- | --------------------------------------------------------------------- |
| JN 1732            | 1958              | Jenny Luna                                                                                  | Marjolaine/Tralla-la                                                  |
| JN 1734            | 1958              | Jenny Luna                                                                                  | Love Me For Ever/Baby Lover                                           |
| JN 1736            | 1958              | Amru Sani with Don Stevens And His Angelaires                                               | Once in a while-Lover man/Indian summer-Acque amare                   |
| JN 1737            | 1959              | Joe Sentieri                                                                                | Nessuno/Tu sei qui                                                    |
| JN 1741            | 1959              | Joe Sentieri                                                                                | Arrivederci/Vorrei baciarti                                           |
| JN 1749            | 1959              | Renato Sambo                                                                                | Reet Petite/Till the end of time                                      |
| JN 1767            | 1959              | Aurelio Ciarallo & his Quintet                                                              | Bella Roma/Giocando                                                   |
| JN 1775            | 1959              | Joe Sentieri                                                                                | Ritornerò da te/Tu, incantesimo d'amore                               |
| JN 1779            | 1959              | Renato Sambo                                                                                | Forget me not/Come back to me                                         |
| JN 1785            | 1959              | Jenny Luna                                                                                  | Fated orchid/Tunnel of love                                           |
| JN 1789            | 1959              | Jenny Luna                                                                                  | Lottery/Cool water                                                    |
| JN 1791            | 1959              | Jenny Luna                                                                                  | Quelqu'un viendra demain/Chanson de Novembre                          |
| JN 1793            | 1959              | Jenny Luna                                                                                  | Il muro/Quando piange il ciel                                         |
| JN 1795            | 1959              | Jenny Luna (sul lato A)/Renato Sambo (sul lato B)                                           | Mezzanotte malinconica/Cara mama                                      |
| JN 1807            | 1959              | Joe Sentieri                                                                                | Ritroviamoci/Novembre                                                 |
| JN 1811            | 1959              | Renato Sambo                                                                                | Love In Portofino/Oh Lonesome Me                                      |
| JN 1813            | 1959              | Joe Sentieri                                                                                | I Sing Amore/It's Only Make Believe                                   |
| JN 1815            | 1959              | Jenny Luna                                                                                  | La canzone di ogni cuore/Lissabon                                     |
| JN 1817            | 1959              | Joe Sentieri                                                                                | You're the gal/Giocando alla roulotte                                 |
| JN 1819            | 1959              | Jenny Luna                                                                                  | Dammi l'amore/Canzone d'amore Armena                                  |
| JN 1823            | 1959              | Babette                                                                                     | Hey, tu!/Vivi                                                         |
| JN 1825            | 1959              | Babette                                                                                     | Sesso/Non fare tilt                                                   |
| JN 1829            | 1959              | Paolo Zavallone e il suo Complesso, canta Cuore D'Angelo                                    | Your cheating heart/Bolero                                            |
| JN 1849            | 1959              | Maurizio Arena                                                                              | Buon Natale a tutto il mondo/La slitta di Babbo Natale                |
| JN 1851            | 1959              | Maurizio Arena                                                                              | Pe' sta felicità/Io voglio te                                         |
| JN 1861            | 1959              | Joe Sentieri                                                                                | Quando i grilli cantano/Cielo grigio                                  |
| JN 1863            | 1959              | Joe Sentieri                                                                                | A qualcuna piace calvo/M'ha detto no!                                 |
| JN 1871            | 1960              | Joe Sentieri                                                                                | Quando vien la sera/È mezzanotte                                      |
| JN 1873            | 1960              | Joe Sentieri                                                                                | Quando vien la sera/Romantica                                         |
| JN 1875            | 1960              | Joe Sentieri                                                                                | Libero/È mezzanotte                                                   |
| JN 1885            | 1960              | Luciano Tajoli                                                                              | Marina/Un giorno                                                      |
| JN 1937            | 14 giugno 1960    | Joe Sentieri e Jenny Luna (sul lato A) / Joe Sentieri (sul lato B)                          | Firulirulin/Spogliarello al chiar di luna                             |
| JN 1943            | 1960              | Jenny Luna                                                                                  | Un cuore e un palloncino/Spogliarello al chiar di luna                |
| JN 1945            | 1960              | Luciano Tajoli                                                                              | Serenata a Margellina/Serenatella c' 'o sì e c' 'o no                 |
| JN 1947            | 1960              | Luciano Tajoli                                                                              | Uè uè che femmena/Sti 'mmane                                          |
| JN 1957            | 1960              | Piergiorgio e il suo complesso                                                              | Attila cha-cha-cha/Ragazzina                                          |
| JN 1959            | 1960              | Piergiorgio e il suo complesso                                                              | Non volevo innamorarmi/Aufwiedersehen mi vida                         |
| JN 1961            | 1960              | Luciano Tajoli                                                                              | Balocchi e profumi/Scrivimi                                           |
| JN 1963            | 21 settembre 1960 | Luciano Tajoli                                                                              | Cantastorie/Ti voglio amar...                                         |
| JN 1965            | 1960              | Luciano Tajoli                                                                              | Lasciala correre/Ruberò (il respiro dei fiori)                        |
| JN 1971            | 1960              | Piergiorgio e il suo complesso                                                              | La mosca bianca/Domani sera                                           |
| JN 1989            | 1960              | Luciano Tajoli                                                                              | Crudelmente bella/Buon viaggio amore                                  |
| JN 2001            | 1961              | Jenny Luna                                                                                  | Le mille bolle blu/Ai confini del cielo                               |
| JN 2013            | 1961              | Luciano Tajoli                                                                              | Non mi dire chi sei/Un uomo vivo                                      |
| JN 2015            | 1961              | Luciano Tajoli                                                                              | Mandolino mandolino/Pozzanghere                                       |
| JN 2017            | 1961              | Luciano Tajoli                                                                              | Carolina dai/Lei                                                      |
| JN 2019            | 1961              | Luciano Tajoli                                                                              | Al di là/Notturno sena luna                                           |
| JN 2021            | 1961              | Luciano Tajoli                                                                              | Una goccia di cielo/Febbre di musica                                  |
| JN 2023            | 1961              | Luciano Tajoli                                                                              | Mare di dicembre/Qualcuno mi ama                                      |
| JN 2025            | 1961              | Luciano Tajoli                                                                              | Il nostro concerto/Buon viaggio amore                                 |
| JN 2027            | 14 gennaio 1961   | Miriam Del Mare                                                                             | Il pullover/Ehi, nonnino!                                             |
| JN 2029            | 1961              | Davide Serra                                                                                | Sei bella come un angelo/Una strada (per le stelle)                   |
| JN 2035            | 1961              | Luciano Tajoli                                                                              | Al di là/Come sinfonia                                                |
| JN 2039            | 1961              | Rosanna Sasso                                                                               | Vitti 'na crozza/Sciuri sciuriddu                                     |
| JN 2043            | 1961              | Steve Stannard                                                                              | L'uomo del mistero/Rocking Goose                                      |
| JN 2045            | 1961              | Anita Vilar                                                                                 | L'uomo del mistero/Cha-Ba-Da Cha-Ba-Di                                |
| JN 2047            | 1961              | Peter Polo                                                                                  | Perché ti incontrai/La gioia che mi dai                               |
| JN 2049            | 28 marzo 1961     | Peter Polo                                                                                  | Trenino del cuore/Lina                                                |
| JN 2051            | 1961              | Jenny Luna                                                                                  | Pericolo blu/Sogni colorati                                           |
| JN 2053            | 1961              | Jenny Luna                                                                                  | Chabada-Chabadi/Ho smarrito un bacio                                  |
| JN 2055            | 1961              | Dario Kopeko                                                                                | Fino all'uscio/Sarò come tu sei                                       |
| JN 2057            | 13 aprile 1961    | Franco Covello                                                                              | Canta un blues Billie Holiday/Baby Mary                               |
| JN 2059            | 1961              | Franco Covello                                                                              | Due fragole/Per sempre t'amerò                                        |
| JN 2061            | 1961              | Davide Serra                                                                                | Serenata nel blu/Sarò come tu sei                                     |
| JN 2063            | 8 aprile 1961     | Davide Serra                                                                                | Non puoi andare in cielo/Serenata nel blu                             |
| JN 2065            | 1961              | Miriam Del Mare                                                                             | Sera sul mare/Chiaro di luna sul letto                                |
| JN 2067            | 1961              | Jenny Luna                                                                                  | Auli-ulè/Chabada-Chabadi                                              |
| JN 2071            | 1961              | Luciano Tajoli                                                                              | O morettina mia/Le cinque della sera                                  |
| JN 2073            | 1961              | Luciano Tajoli                                                                              | Perdonami/Romagna mia                                                 |
| JN 2075            | 1961              | Luciano Tajoli                                                                              | Il tempo passerà/Te staie scurdanno 'e me                             |
| JN 2077            | 1961              | Luciano Tajoli                                                                              | Qualche volta/Il mio fuoco                                            |
| JN 2079            | 1961              | Luciano Tajoli                                                                              | Cielo/Te staie scurdanno 'e me                                        |
| JN 2081            | 1961              | Quartetto Caravels                                                                          | Comme se fa l'ammore/Chabadà chabadì                                  |
| JN 2091            | 1961              | Quartetto Jazz Polistrumentale di Raoul Ceroni                                              | Stifelius/L'ora quinta                                                |
| JN 2093            | 1961              | Miriam Del Mare                                                                             | Amami a Spotorno/Sera sul mare                                        |
| JN 2095            | 1961              | Luciano Tajoli                                                                              | La nave del cielo/Le 5 della sera                                     |
| JN 2097            | 1961              | Luciano Tajoli                                                                              | Plegaria/Dolce mammina                                                |
| JN 2099            | 1961              | Luciano Tajoli                                                                              | Oh issa!/Miracolo                                                     |
| JN 2101            | 1961              | I 4 Caravels                                                                                | Concerto di Pierrots/Con un cenno capirai                             |
| JN 2103            | 1961              | Jenny Luna                                                                                  | Rikscio/Stanotte                                                      |
| JN 2105            | 1961              | Luciano Tajoli                                                                              | C'era una volta un cerbiatto/La fortuna è dietro l'angolo             |
| JN 2113            | 1962              | Jenny Luna                                                                                  | Faded Orchid/Jeremy                                                   |
| JN 2125            | 1962              | Luciano Tajoli                                                                              | L'anellino/Tango italiano                                             |
| JN 2127            | 1962              | Luciano Tajoli                                                                              | Il cielo cammina/Gondolì gondolà                                      |
| JN 2129            | 1962              | Jenny Luna                                                                                  | Cose inutili/Lui andava a cavallo                                     |
| JN 2131            | 1962              | Jenny Luna                                                                                  | Conta le stelle/Quando...quando...quando...                           |
| JN 2133            | 1962              | Miriam Del Mare                                                                             | Stanotte al luna park/Buongiorno amore                                |
| JN 2137            | 1962              | Grande Orchestra Ritmo-Sinfonica dir. Enzo Ceragioli (lato A) / Phil Nicoli's Band (lato B) | Stanotte al luna park/Stradivarius                                    |
| JN 2143            | 1962              | Luciano Tajoli                                                                              | La mia geisha/Uno dei tanti                                           |
| JN 2147            | 1962              | Jenny Luna                                                                                  | Zoo be zoo be zoo/Twistizzatemi                                       |
| JN 2149            | 1962              | Jenny Luna                                                                                  | Piante di cocco/Il canarino                                           |
| JN 2153            | 1962              | Dario Kopeko                                                                                | Peter Burding (il vecchio della tundra)/Ombre                         |
| JN 2155            | 1962              | Dario Kopeko                                                                                | Il bacio dei poveri/Ho visto una rana                                 |
| JN 2165            | 1962              | I 4 Caravels                                                                                | Stupidina twist/Stasera                                               |
| JN 2173            | 1962              | Quartetto Caravels                                                                          | Con te stanotte/Poinciana                                             |
| JN 2175            | 1962              | I 4 Caravels                                                                                | Twist della vacca/Concerto di Pierrots                                |
| JN 2179            | 1962              | I 4 Caravels                                                                                | Bollente twist/Bambina twist                                          |
| JN 2181            | 1962              | Luciano Tajoli                                                                              | Spazzacamino/Arrotino                                                 |
| JN 2183            | 1962              | Luciano Tajoli                                                                              | Mai e poi mai/Terra straniera                                         |
| JN 2185            | 1962              | Luciano Tajoli                                                                              | Avventura a Casablanca/Cantando sotto la luna                         |
| JN 2187            | 1962              | Luciano Tajoli                                                                              | Serenata delle serenate/Serenata celeste                              |
| JN 2189            | 1962              | Luciano Tajoli                                                                              | Credimi/Lo studente passa                                             |
| JN 2197            | 1962              | Luciano Tajoli                                                                              | Ad un palmo dal cielo/Uno dei tanti                                   |
| JN 2205            | 1962              | Franco Lotti                                                                                | Sera sul mare/Neapolitan twist                                        |
| JN 2209            | 1962              | Pancho Cataneo e il suo complesso                                                           | Gusanito del Amor/A la Orilla del Mar                                 |
| JN 2211            | 1962              | Pancho Cataneo e il suo complesso                                                           | Mango Manguè/Pata e' Palo                                             |
| JN 2213            | 1962              | Luciano Tajoli                                                                              | 'O destino/'Nterr'arena                                               |
| JN 2215            | 1962              | Luciano Tajoli                                                                              | Quando calienta el sol/Stornello del marinaio                         |
| JN 2217            | 1962              | Luciano Tajoli                                                                              | Bentornata mademoiselle/Stornello del marinaio                        |
| JN 2219            | 1962              | Luciano Tajoli                                                                              | Perdonami/Cantastorie                                                 |
| JN 2225            | 1963              | Luciano Tajoli                                                                              | Ricorda/Grazie San Remo                                               |
| JN 2227            | 1963              | Luciano Tajoli                                                                              | Le voci/Avventura a Casablanca                                        |
| JN 2231            | 1963              | Marisa Terzi                                                                                | Federico/Nessuno sa                                                   |
| JN 2233            | 1963              | Davide Serra                                                                                | Non amarmi così/Ed è soltanto ieri                                    |
| JN 2235            | 1963              | Yor Milano                                                                                  | Sul mar/La chic Monique                                               |
| JN 2243            | 1963              | Davide Serra                                                                                | Suspense/El giobi di capucin                                          |
| JN 2247            | 1963              | Marisa Terzi                                                                                | L'ombrello blu/Blu è di moda                                          |
| JN 2253            | 1963              | Luciano Tajoli                                                                              | La strada nel bosco/Nannì (Gita alli castelli)                        |
| JN 2255            | 1963              | Luciano Tajoli                                                                              | Basta che tu sia qui/Mamma                                            |
| JN 2263            | 1963              | Miriam Del Mare                                                                             | Che ne sai/Tremila lune                                               |
| JN 2273            | 1963              | Mimì Berté                                                                                  | I miei baci non puoi scordare/Lontani dal resto del mondo             |
| JN 2279            | 1963              | Mimì Berté                                                                                  | Insieme/Let me tell you                                               |
| JN 2281            | 1964              | Mimì Berté                                                                                  | Il magone/Se mi gira l'elica                                          |
| JN 2283            | 1964              | Giordano Colombo                                                                            | Quel che pensi, dimmelo/Era da te (che volevo restare)                |
| JN 2287            | 1964              | Marisa Terzi                                                                                | Sono cotta/Tell me mama                                               |
| JN 2289            | 1964              | Fausto Cigliano                                                                             | E se domani.../Il cuore a San Francisco                               |
| JN 2293            | 1964              | Etta James                                                                                  | I Worry Bout You/Two Sides                                            |
| JN 2299            | 1964              | Carlo Alberto Rossi (sul lato A)/Orchestra Enzo Ceragioli (sul lato B)                      | E se domani.../Stradivarius                                           |
| JN 2305            | 1964              | Marisa Terzi                                                                                | Cosa farei per te/E' di moda                                          |
| JN 2307            | 1964              | Mimì Berté                                                                                  | Ed ora che abbiamo litigato/Non pentirti dopo                         |
| JN 2313            | 1964              | Giordano Colombo                                                                            | Se mi vuoi bene/Devi restare con me                                   |
| JN 2317            | 1964              | Mimì Berté                                                                                  | Come puoi farlo tu/Il magone                                          |
| JN 2319            | 1964              | Luciano Tajoli                                                                              | Inutilmente (sto cercando di te)/Ho sbagliato                         |
| JN 2321            | 1964              | Marisa Terzi                                                                                | Avvicinati un po'/Siamo fatti su misura                               |
| JN 2329            | 1964              | Salvatore Vinciguerra                                                                       | Se tu sapessi/Cosa vedo                                               |
| JN 2337            | 1964              | Luciano Tajoli                                                                              | Il rimorso (bambina mia non piangere)/Sei diventata nera              |
| JN 2341            | 1964              | Luciano Tajoli                                                                              | la mamma/Ti voglio baciar                                             |
| JN 2343            | 1964              | Luciano Tajoli                                                                              | Voce di strada/Una notte è passata                                    |
| JN 2347            | 1964              | Giordano Colombo                                                                            | Comme/Lasciala                                                        |
| JN 2349            | 1964              | Fausto Cigliano                                                                             | L'ultima luna/Aperitivo a Margellina                                  |
| JN 2351            | 1964              | Luciano Tajoli                                                                              | Campane di Monte Nevoso/Canto dell'emigrante                          |
| JN 2353            | 1964              | Luciano Tajoli                                                                              | Miniera/Violino tzigano                                               |
| JN 2355            | 1964              | Alberto Mazzuccato                                                                          | Sono momenti/Lui non t'ama come me                                    |
| JN 2361            | 1965              | Giordano Colombo                                                                            | Io non volevo/Non aspettarti (grandi cose)                            |
| JN 2363            | 1965              | Luciano Tajoli                                                                              | Non a caso il destino (ci ha fatto incontrare)/Stornello del marinaio |
| JN 2365            | 1965              | Orchestra Gian Piero Reverberi                                                              | Lui non t'ama come me/Sono momenti/Ti penso e prego                   |
| JN 2371            | 1965              | Salvatore Vinciguerra                                                                       | Niente resterà/Ti penso e prego                                       |
| JN 2373            | 1965              | Giordano Colombo                                                                            | Un pugno di sabbia/Soltanto un anno fa                                |
| JN 2380            | 1965              | The Red Devils                                                                              | Sweet For My Sweet/Leave My Woman Alone                               |
| JN 2381            | 1965              | Gildo Fattori e i suoi Strangers                                                            | Sha mama/Tu lo sai mio Dio                                            |
| JN 2383            | 1965              | The Guitar Men                                                                              | L'isola delle vergini/Insieme al mare                                 |
| JN 2387            | 1965              | I Longobardi                                                                                | Notturno/Malaguena                                                    |
| JN 2389            | 1965              | Luciano Tajoli                                                                              | Luna marinara/Maria Luna                                              |
| JN 2393            | 1965              | Carlo Alberto Rossi                                                                         | E se domani/Se tu non fossi qui                                       |
| JN 2395            | 1965              | Salvatore Vinciguerra                                                                       | Vorrei essere lui/Tu lo sai mio Dio                                   |
| JN 2397            | 1966              | Solidea (con I Dandies sul lato A)                                                          | Ciao amici/Ho giurato per te                                          |
| JN 2401            | 1966              | Salvatore Vinciguerra                                                                       | Stazione sud/Una casa tra gli alberi                                  |
| JN 2407            | 1966              | Giordano Colombo                                                                            | Hey, hey, dove vai?/Un pugno di sabbia                                |
| JN 2409            | 1966              | Guitarmen                                                                                   | Cadillac/Ci sei riuscito                                              |
| JN 2411            | 1966              | I Longobardi                                                                                | Ti dico ciao/È troppo tardi                                           |
| JN 2415            | Giugno 1966       | I Campioni                                                                                  | Non farla piangere/Tu non ridi più                                    |
| JN 2423            | 1966              | Gene Guglielmi                                                                              | I capelli lunghi/La luna, le stelle, il mare                          |

### 45 giri pubblicati come CAR Juke-Box - Prefisso CRJ NP
| Numero di catalogo | Anno           | Interprete                                          | Titoli                                                           |
| ------------------ | -------------- | --------------------------------------------------- | ---------------------------------------------------------------- |
| CRJ NP 1017        | 1967           | Luciano Tajoli                                      | Addio Felicita/Torna a cantare                                   |
| CRJ NP 1010        | 1967           | Joe Sentieri                                        | La ballata del cavallo/Il mio paese (la mia donna, la mia terra) |
| CRJ NP 1013        | 1967           | Salvatore Vinciguerra                               | La legge della natura/Quando lei verrà                           |
| CRJ NP 1014        | 1967           | The Persian Beat                                    | Casino Royale/Springtime                                         |
| CRJ NP 1016        | 1967           | I Rilevati                                          | Qualcuno ha parlato/Ero un ragazzo che non aveva amici           |
| CRJ NP 1018        | 1967           | I Persiani                                          | Piccoli giochi/Sento crescere l'erba                             |
| CRJ NP 1019        | 1967           | I Cinque Monelli                                    | Balbettando/Cape money                                           |
| CRJ NP 1020        | 1967           | Rossano                                             | Baciami amore/Non dovevi farmela conoscere                       |
| CRJ NP 1021        | 1967           | Katia Kön                                           | Io ti accuso/Aspetta ancora un po'                               |
| CRJ NP 1023        | 1967           | Gene Guglielmi                                      | Mini mini mini/E voi e voi                                       |
| CRJ NP 1024        | 1967           | Le Orme                                             | Fiori e colori/Lacrime di sale                                   |
| CRJ NP 1025        | 1967           | Tony e Pippo                                        | Chi credi d'essere/Vattene via                                   |
| CRJ NP 1026        | 1967           | I Longobardi                                        | Let's go to San Francisco/Dialogo                                |
| CRJ NP 1028        | 1967           | Gino                                                | Sono già le tre/Il mio amore sei tu                              |
| CRJ NP 1029        | 1968           | Dorine                                              | La guardia del corpo di Joe/Ivan, Boris e me                     |
| CRJ NP 1030        | 1968           | Le Orme                                             | Senti l'estate che torna/Mita Mita                               |
| CRJ NP 1031        | 1968           | Luciano Tajoli                                      | Il vento mio/Non guardatela                                      |
| CRJ NP 1032        | 1968           | Katia                                               | C'era una volta (un grande amore)/Eri tu                         |
| CRJ NP 1033        | 1968           | Greff 86                                            | Di venerdì 17/Dove il vento ti ha portato                        |
| CRJ NP 1034        | 1968           | I Cinque Monelli                                    | Nel mio cuore è nato un fiore/Se la terra gira                   |
| CRJ NP 1035        | 1968           | I Brutos                                            | Vengo anch'io. No, tu no/Con due occhi così                      |
| CRJ NP 1036        | 1968           | I Cinque Monelli (sul lato A)/Musicals (sul lato B) | È nato un fiore ad Albarella/Musicals                            |
| CRJ NP 1037        | 1968           | Piergiorgio Farina                                  | Mai come quel giorno/Ti amo                                      |
| CRJ NP 1038        | 1968           | Paki                                                | Le formiche/Il segno del tuo amore                               |
| CRJ NP 1040        | 1968           | Da Polenta                                          | Il tempo dell'orologio/Giorni senza fine                         |
| CRJ NP 1041        | 1968           | Blaah (sul lato A)/Condor (sul lato B)              | Ieri pioveva/Nel cuore della notte                               |
| CRJ NP 1043        | 1968           | Tullio Pane                                         | Tu si 'a musica/Tarantella internazionale                        |
| CRJ NP 1044        | 1968           | Le Orme                                             | Milano 1968/I miei sogni                                         |
| CRJ NP 1046        | 1969           | Rossella Del Drago                                  | Per tutti c'è una stella/Non pensare mai                         |
| CRJ NP 1047        | 1969           | Gino                                                | Non c'è che lei/Canta mio cuore                                  |
| CRJ NP 1048        | 1969           | Lolita                                              | L'ultimo ballo d'estate/Pensiero                                 |
| CRJ NP 1049        | 1969           | Mia                                                 | Eravamo bambini/Estate mia                                       |
| CRJ NP 1050        | 1969           | Le Orme                                             | Irene/Casa mia                                                   |
| CRJ NP 1051        | 1969           | Lolita                                              | Tu/Songo 'e nato                                                 |
| CRJ NP 1052        | 1969           | Maria Grazia Buccella                               | La serata giusta/Dove vai tutta nuda?                            |
| CRJ NP 1053        | 1969           | Lolita                                              | L'onda verde/Giovedì venerdì                                     |
| CRJ NP 1056        | 1970           | Susy Serantoni                                      | Gli occhi più belli/E non m'importa                              |
| CRJ NP 1058        | 1970           | Valeria Martelli                                    | Pane ed acqua/Passione                                           |
| CRJ NP 1059        | 1970           | Le Orme                                             | L'aurora/Finita la scuola                                        |
| CRJ NP 1061        | 1971           | I Nuovi Corvi                                       | Verso Manhattan/Profezia                                         |
| CRJ NP 1062        | 1971           | I Nuovi Angeli                                      | Donna Felicità/Okay, ma sì va' là                                |
| CRJ NP 1066        | 1971           | I Santoni                                           | Amico mio/Dimenticare                                            |
| CRJ NP 1067        | 1971           | Max Onorari                                         | Il ragazzo che dipinge/La coscienza                              |
| CRJ NP 1069        | 27 maggio 1971 | Mario Bertini                                       | Inter...spaziale/Febbre a 90°                                    |
| CRJ NP 1082        | 1972           | Massimiliano Della Rovere                           | La nostra età/In fondo all'anima                                 |
| CRJ NP 1083        | 1972           | Leo Manni                                           | La nostra età/In fondo all'anima                                 |
| CRJ NP 1084        | 1972           | Franco Raele                                        | Fichi d'India/Dolce casa di campagna                             |
| CRJ NP 1085        | 1972           | Richard Last Group                                  | He has gone away/Confusion                                       |
| CRJ NP 1086        | 1972           | I Santoni                                           | Che farei/Quelli come noi                                        |
| CRJ NP 1087        | 1973           | Lolita                                              | Innamorata io/Situazione                                         |
| CRJ NP 1088        | 1973           | Le Figlie del Vento                                 | Sugli sugli bane bane/Rosa è la rosa, viola è la viola           |
| CRJ NP 1089        | 1973           | Le Figlie del Vento                                 | Il volo/Cikati cika                                              |
| CRJ NP 1090        | 1973           | Le Orme                                             | Blue rondo a la turk/Concerto n°3                                |
| CRJ NP 1091        | 1974           | Le Figlie del Vento                                 | I carciofi son maturi se li mangi poco duri/Tu sei il lattaio    |
| CRJ NP 1092        | 1974           | Alberomotore                                        | Landru/Nel giardino dei lillà                                    |
| CRJ NP 1093        | 1974           | Le Figlie del Vento                                 | Benedetto chi ha inventato l'ammore/I carciofi son maturi...     |
| CRJ NP 1094        | 1974           | Franco Raele                                        | Che pazzi noi/Fantasia d'amore                                   |
| CRJ NP 1095        | 1974           | Enzo Jannacci                                       | Brutta gente/Il panettiere                                       |
| CRJ NP 1096        | 1975           | Franco e le Piccole Donne                           | Come Humphrey Bogart/Fantasia d'amore                            |